# Västra Orminge

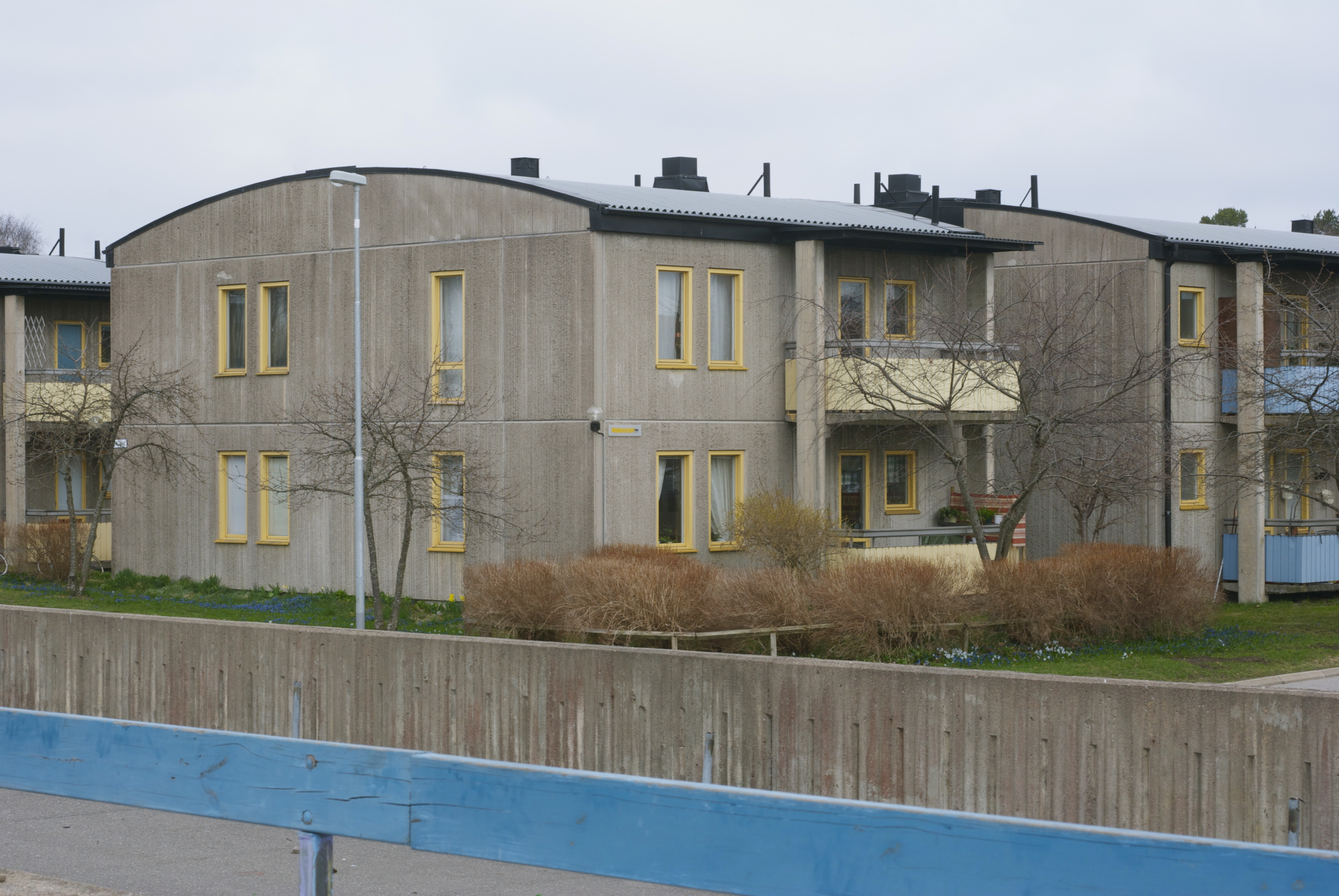
De karaktäristiska tvåvåningshusen.

Västra Orminge är ett bostadsområde i Orminge i Nacka kommun uppfört 1964-71 på uppdrag av dåvarande Boo kommun. Medverkande vid byggandet var Ohlsson & Skarne byggnadsfirma, Jöran Curmans arkitektkontor och HSB Stockholm.

## Bebyggelse
Området har en tidstypisk zonindelning med en uppdelning i tre zoner; en inre grönzon, en mellanzon med bostadsbebyggelse och en yttre trafikzon med bilvägar, parkeringsplatser och ett centrum i utkanten. Området utmärker sig genom en terränganpassad bebyggelse, präglat av låga hus. Kommunens målsättning var att bibehålla landskapets ursprungliga karaktär, och skapa en låghusbebyggelse som kunde anpassa sig till de befintliga villaområdena omkring.
För att uppfylla kommunens krav, och hålla nere exploateringskostnaderna valde man att använda enkla huskuber uppbyggda av prefabricerade element. De flesta husen är antingen två våningar höga lamellhus eller tre våningar höga punkthus. Husgrupper grupperades på ett varierande sätt i landskapet och de värden som fanns i landskapet användes medvetet. Till en följd av ökande kostnader valda man i den norra delen av området att öka på höjden på punkthusen med en eller två våningar. De enskilda lägenheterna utformades som betonghallar med flyttbara inre väggar för att skapa ett flexibelt rumssystem som kunde ändras efter behov.
Området rymmer totalt cirka 2600 lägenheter, efter många kontroversiella utförsäljningar nästan uteslutande bostadsrätter.

## Bilder

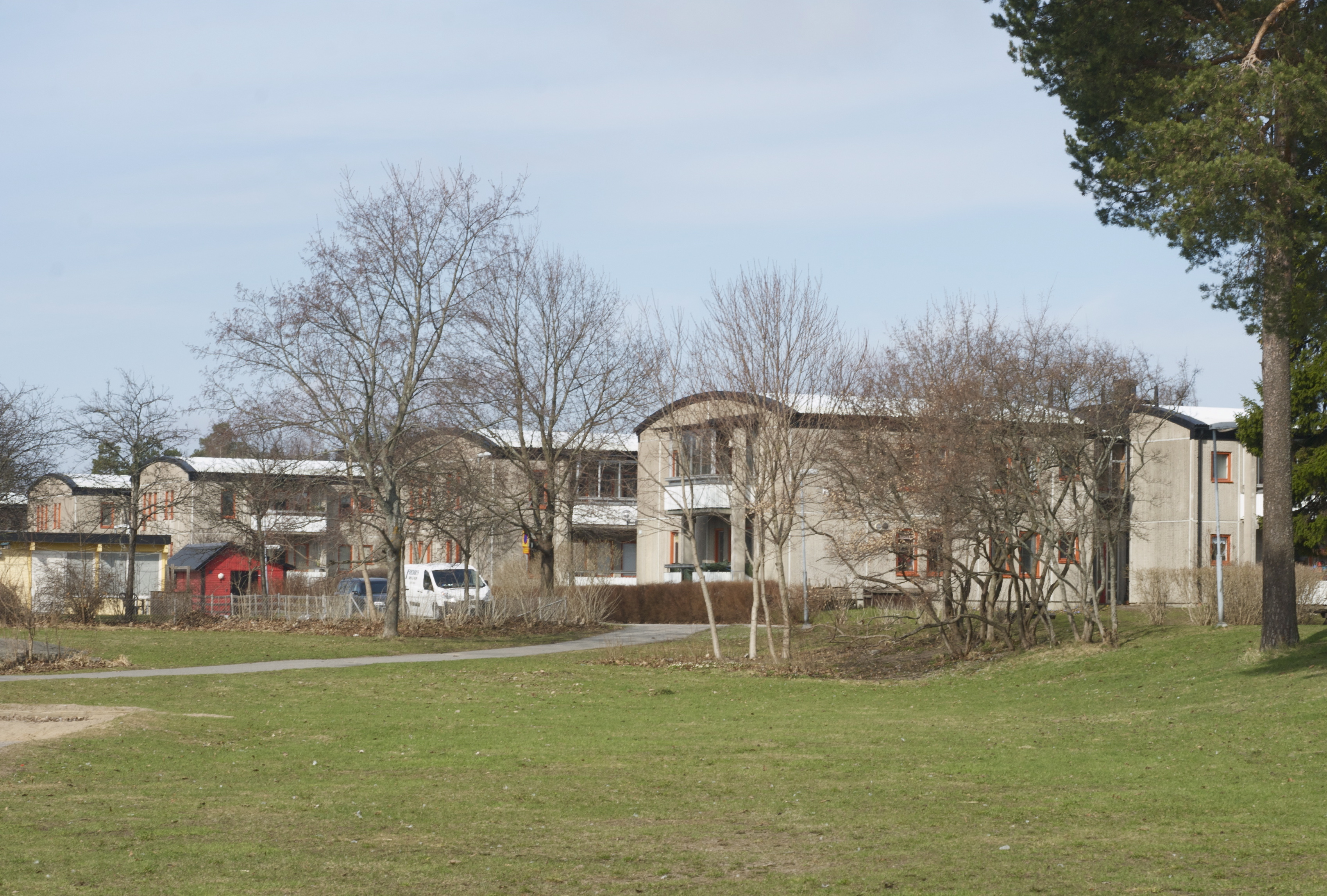
Vy från den inre gröna zonen mot bostadszonen.
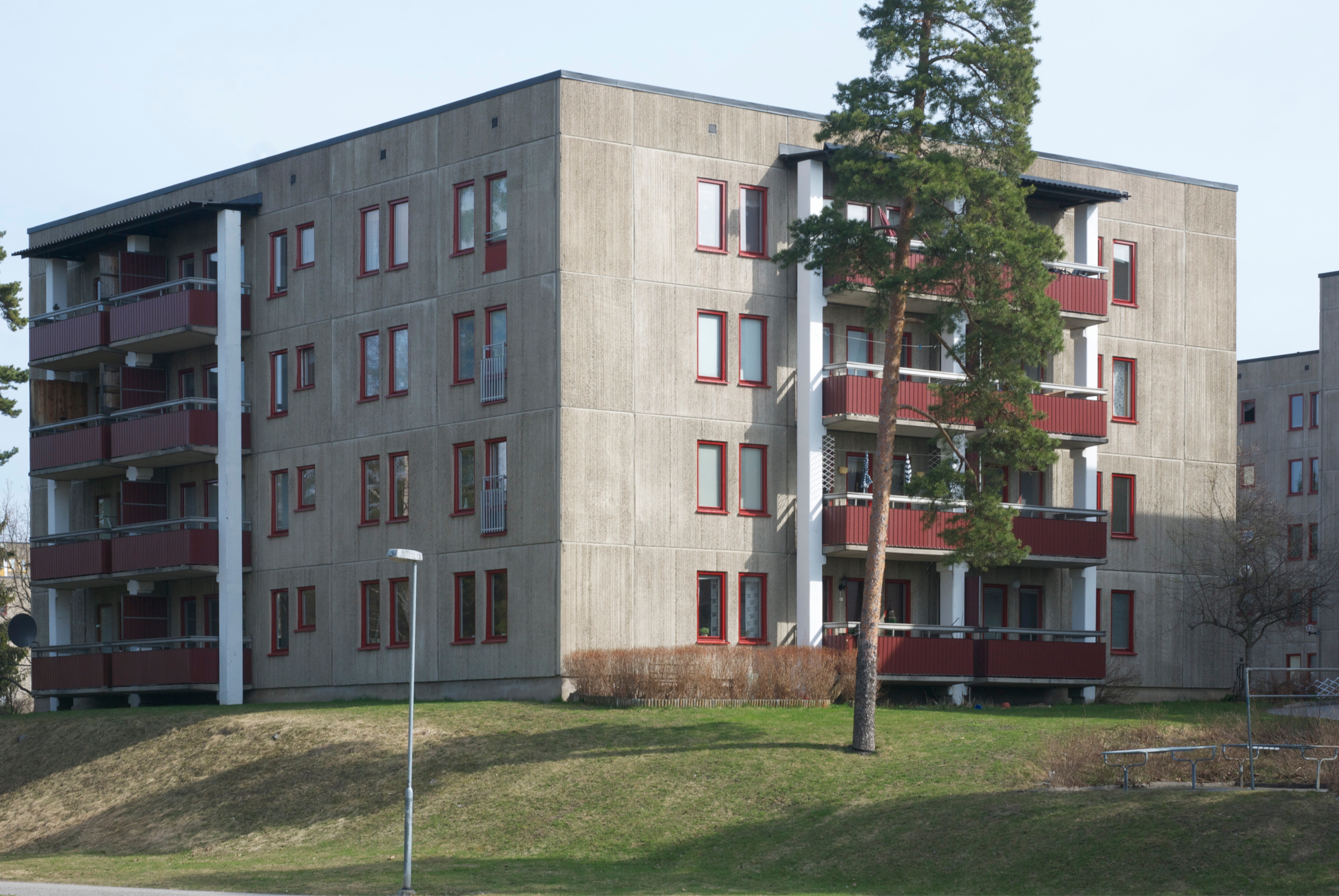
Västra Orminge, flerbostadshus.
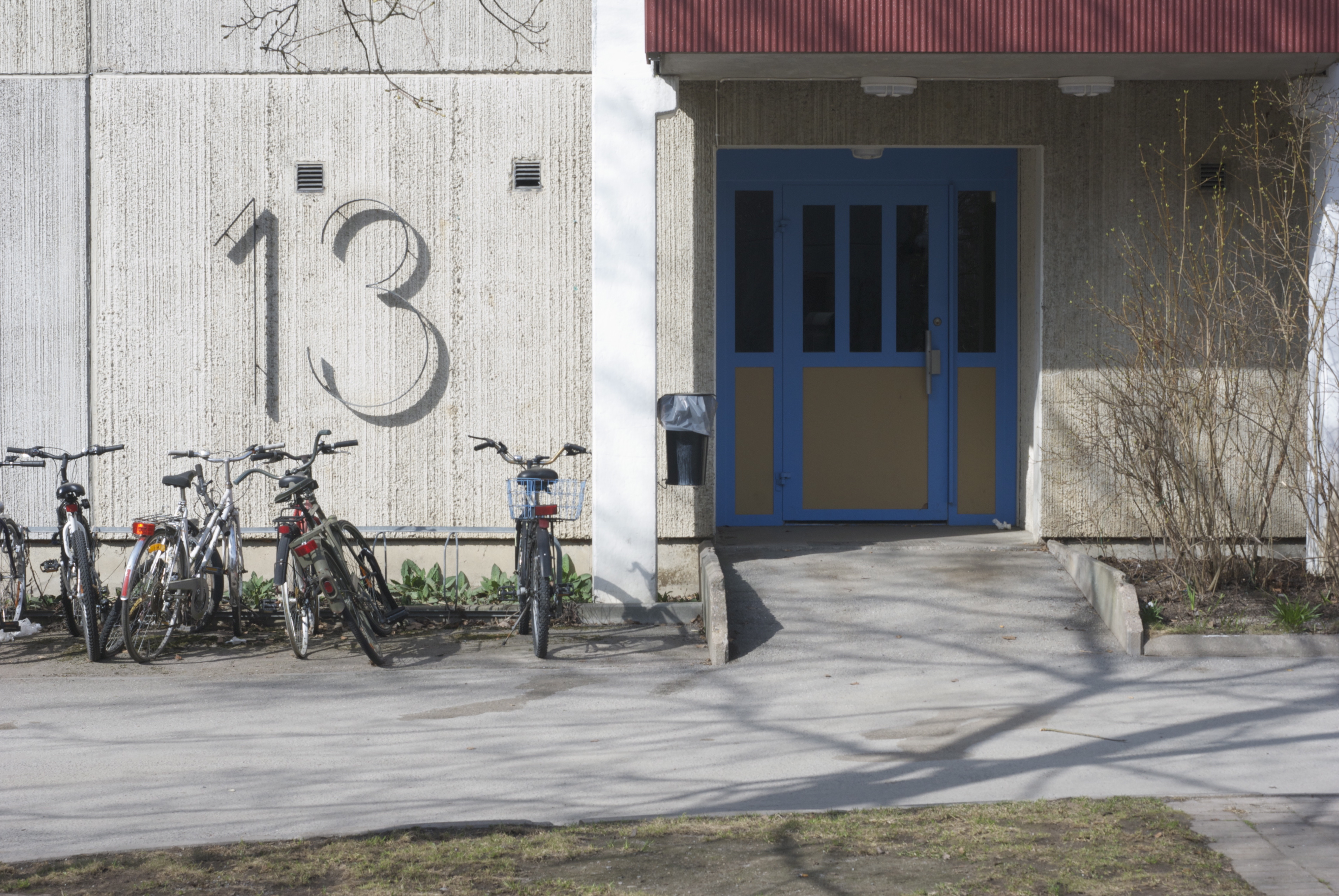
Den konsekventa arkitekturen går igen även i detaljerna.
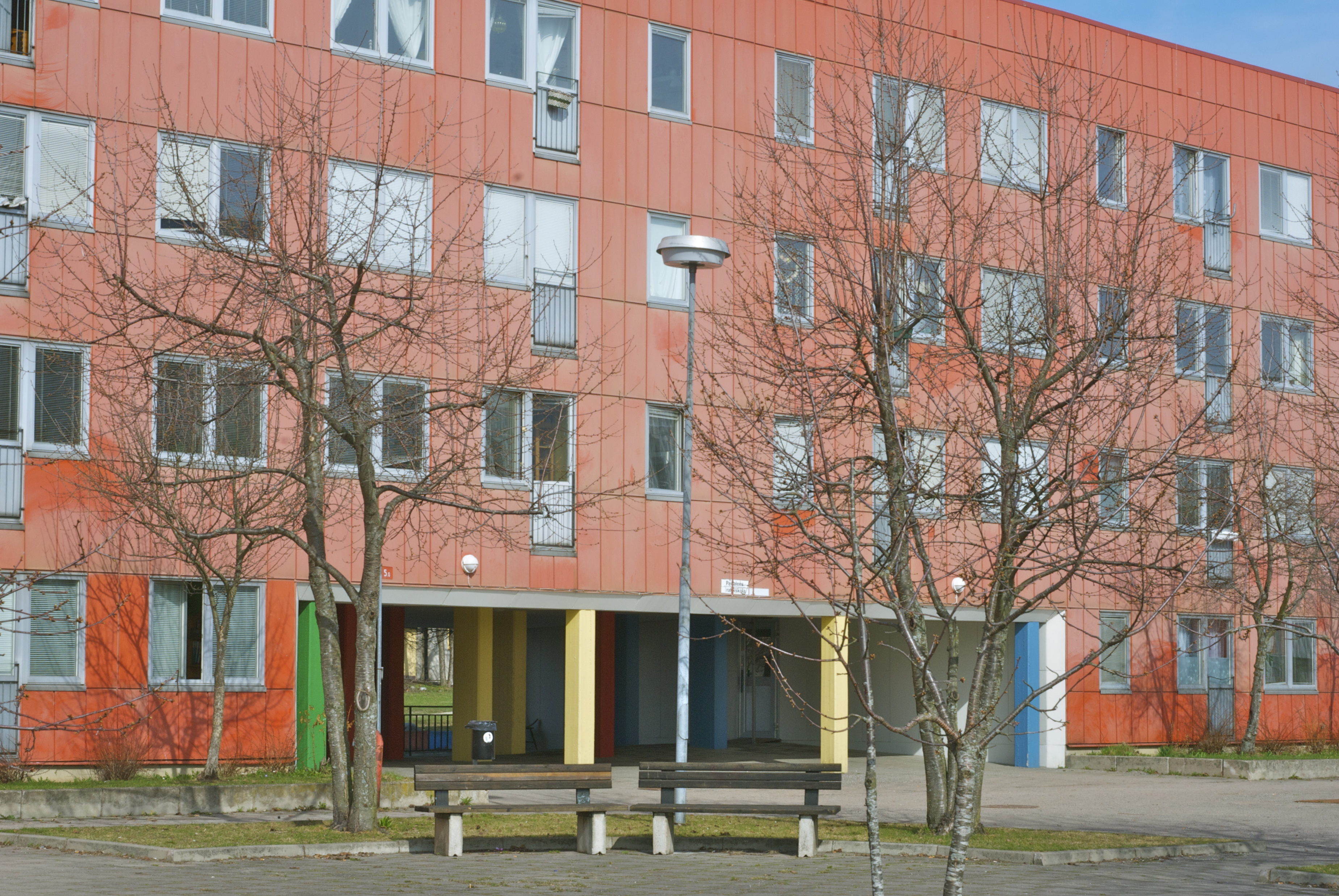
Skivhuset som skiljer bostäderna från Orminge centrum.